# Alluminuro di titanio
L'alluminuro di titanio, TiAl, è un composto chimico intermetallico tra titanio e alluminio.
È molto leggero e resistente all'ossidazione e al calore, ma è poco duttile. La densità della fase γ-TiAl è circa 4,0 g/cm³. Trova impiego nei campi automobilistico e aeronautico. Lo sviluppo di leghe basate sul TiAl iniziò circa 40 anni fa, ma reali applicazioni sono iniziate solo nel 2000.
Sono noti tre composti intermetallici titanio-alluminio: γ-TiAl, α2-Ti3Al e TiAl3. Di questi, γ-TiAl ha ricevuto più attenzione e ha trovato maggiori applicazioni. Infatti ha eccellenti proprietà meccaniche e resiste all'ossidazione e alla corrosione a temperatura elevata (sopra 600 °C), e può quindi sostituire le tradizionali superleghe a base di nichel nei motori a turbina degli aerei.
Leghe a base di TiAl possono incrementare il rapporto spinta-peso nei motori di aviazione. In particolare il loro utilizzo riguarda le pale delle turbine a bassa pressione dei motori e le pale dei compressori ad alta pressione. Tradizionalmente, queste parti sono fatte con superleghe a base di nichel, che hanno una densità quasi doppia rispetto a leghe a base di TiAl.
La General Electric ha recentemente annunciato che utilizzerà γ-TiAl in pale per turbine a bassa pressione per il motore GEnx, che equipaggia gli aerei Boeing 787 e Boeing 747-8. Si tratta del primo esempio di utilizzo su larga scala di questo materiale su velivoli commerciali.